# Cytokrom P450

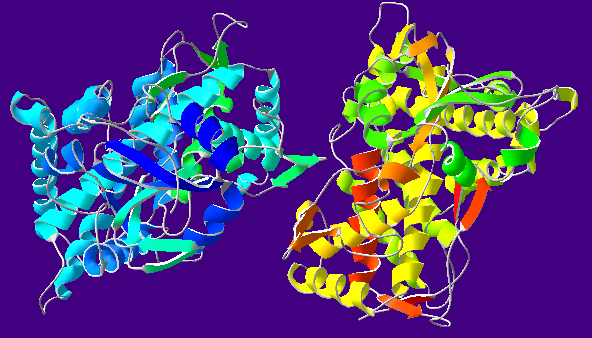
Cytokrom P450 Oxidas (CYP2C9)

Cytokrom P450 (förkortat CYP, P450 och CYP450) är en grupp av järnproteiner i bakterier, arkéer och eukaryoter. I däggdjur återfinns molekylen främst i levern. Cytokrom P450 är inblandade i metabolismen av en uppsjö av olika kroppsfrämmande och kroppsegna substanser. Vanligtvis är de en del av en elektrontransportkedja som består av flera komponenter. 450 i namnet kommer från att dessa proteiner absorberar ljus med våglängden 450 nanometer, vilket beror på att järnatomen i proteinet reduceras.
Den vanligaste reaktionen som ett P450-enzym katalyserar är en så kallad monooxygenasreaktion, det vill säga att en syreatom infogas i ett organiskt substrat (RH), medan den andra syreatomen reduceras till en vattenmolekyl:
RH + O2 + 2H+ + 2e– → ROH + H2O
Cytokrom P450-proteiner har hittats i alla levande organismer, inklusive däggdjur, fåglar, fiskar, insekter, maskar, växter, svampar, bakterier, arkéer och blötdjur. Fler än 6400 distinkta CYP:ar finns idag i CYP-nomenklaturan.
Cytokrom P450 står för den huvudsakliga delen i den del i läkemedelsmetabolismen som kallas fas 1. Fas 1-reaktioner är generellt sett reaktioner där ett syre läggs till på en molekyl, men det kan även ske reduktioner eller hydrolysreaktioner. Fas 1-reaktioner syftar till att ändra ämnens kemiska egenskaper, göra dem mer vattenlösliga eller möjliggöra konjugering med exempelvis socker, aminosyror eller sulfatjoner så att ämnet lättare kan skickas ut ur kroppen. En bieffekt från oxideringsreaktioner med cytokrom P450 är att vissa ämnen blir toxiska först när de oxiderats. Några exempel på ämnen som blir starkt toxiska på det här sättet är paracetamol (alvedon), bensen och aflatoxin (mögelgift som kan finnas på nötter).

## Nomenklatur
Gener som kodar för CYP-enzym, och själva enzymen själva, tilldelas namn som startar med förkortningen "CYP". Därefter följer siffror som indikerar genfamilj, en versal som indikerar subfamilj, och en ytterligare siffra för den enskilda genen. Enligt konvention används kursiv stil vid syftning till genen, t.ex. CYP2E1 är genen som kodar för enzymet CYP2E1 - som är inblandat i metabolismen av paracetamol.
Enligt definition ska medlemmar av nya CYP-familjer vara minst 40 % homologa angående aminosyrasekvens. Medlemmar av subfamiljer ska vara minst 55 % homologa i aminosyrasekvens.

## P450 i bakterier
Bakteriella cytokrom P450 är ofta lösta enzym och är inblandade i kritiska metabola processer. Nedan följer tre exempel (det existerar dock många fler familjer):
- Cytokrom P450cam (CYP101) härstammar ursprungligen från Pseudomonas putida, har använts som modell för många cytokrom P450 och var det första CYP-enzym vars 3D-struktur bestämdes genom röntgenkristallografi.

- Cytokrom P450 eryF (CYP107A1) härstammar ursprungligen från bakterien Saccharopolyspora erythraea och är ansvarig för ett steg i biosyntesen av antibiotikumet erytromycin genom C6-hydroxylering av makroliden 6-deoxierytronolid B.

- Cytokrom P450 BM3 (CYP102A1) från jordbakterien Bacillus megaterium katalyserar den NADPH-beroende hydroxyleringen av flera långa fettsyror på ω-1- och ω-3-positionerna. Till skillnad från nästan alla andra kända CYP (utom CYP505A1) utgörs proteinet av en fusion mellan en CYP-domän och en cofaktor (NADPH). Därför är BM3 potentiellt användbar inom biotekniska tillämpningar.

## P450 i växter
I växter är P450 involverade i en serie biosyntetiska reaktioner, bland annat konjugering av fettsyror, aktivering av växthormoner och toxiska föreningar.

## P450 hos människa och i djur
I djur är CYP:ar primärt membranbundna protein som är lokaliserade antingen till det inre membranet av mitokondrien eller det endoplasmatiska retiklet i celler. CYP:ar metaboliserar tusentals endogena och exogena föreningar. De flesta CYP:ar är relativt ospecifika i sin bindningsförmåga, och kan därför metabolisera mer än ett substrat. CYP:ar uttrycks i många celltyper, men finns i särskilt riklig mängd i levern hos de flesta arter, där de utgör den huvudsakliga avgiftningssystemet för xenobiotika. Även många kroppsegna substanser metaboliseras av CYP, t.ex. bilirubin (en nedbrytningsprodukt av hemoglobin) och många hormoner inklusive östrogener, testosteron och vitamin D. Förutom levern finns CYP:ar även i slemhinnor och tarmsystemet.
63 olika CYP:ar är kända i människan. Exempelvis gnagare har en mycket större andel CYP-gener, vilka utgör skydd mot den stora mängd olika toxiska ämnen som intas genom den normala jakten på föda, och som måste elimineras.

### Läkemedelsmetabolism
I läkemedelsmetabolism är CYP:ar den förmodligen viktigaste delen av kroppens nedbrytning av läkemedlet. Många läkemedel kan öka eller minska aktiviteten av en viss CYP (kallas för enzyminduktion eller inhibition), vilket är en vanlig orsak till läkemedelsinteraktioner. Till exempel, om ett läkemedel hämmar CYP:arnas nedbrytning av ett läkemedel, kan andra läkemedel öka i sådan mängd att de blir toxiska. Om ett läkemedel ökar CYP:arnas nedbrytning kan andra läkemedel minska i sådan mängd att dess effekt uteblir. Därför är det ibland nödvändigt att anpassa dosen om två läkemedel ska kombineras. Även naturligt förekommande substanser kan ge liknande effekter, till exempel grapefruktjuice.
| Familj | Funktion                                                  | Medlemmar                                | Namn |
| ------ | --------------------------------------------------------- | ---------------------------------------- | --- |
| CYP1   | läkemedels- och steroidmetabolism (framförallt östrogen)  | 3 subfamiljer, 3 gener, 1 pseudogen      | CYP1A1, CYP1A2, CYP1B1 |
| CYP2   | läkemedels- och steroidmetabolism                         | 13 subfamiljer, 16 gener, 16 pseudogener | CYP2A6, CYP2A7, CYP2A13, CYP2B6, CYP2C8, CYP2C9, CYP2C18, CYP2C19, CYP2D6, CYP2E1, CYP2F1, CYP2J2, CYP2R1, CYP2S1, CYP2U1, CYP2W1 |
| CYP3   | läkemedels- och steroidmetabolism (inklusive testosteron) | 1 subfamilj, 4 gener, 2 pseudogener      | CYP3A4, CYP3A5, CYP3A7, CYP3A43                                                                                                   |
| CYP4   | arakidonsyra- eller fettsyrametabolism                    | 6 subfamiljer, 11 gener, 10 pseudogener  | CYP4A11, CYP4A22, CYP4B1, CYP4F2, CYP4F3, CYP4F8, CYP4F11, CYP4F12, CYP4F22, CYP4V2, CYP4X1, CYP4Z1                               |
| CYP5   | tromboxan-A2-syntas                                       | 1 subfamilj, 1 gen                       | CYP5A1 |
| CYP7   | gallsalter biosyntes av 7-alfa-hydroxylas                 | 2 subfamiljer, 2 gener                   | CYP7A1, CYP7B1 |
| CYP8   | olika                                                     | 2 subfamiljer, 2 gener                   | CYP8A1 (prostacyklinsyntas), CYP8B1 (biosyntes av gallsalter)                                                                     |
| CYP11  | biosyntes av steroider                                    | 2 subfamiljer, 3 gener                   | CYP11A1, CYP11B1, CYP11B2 |
| CYP17  | biosyntes av steroider , 17-alfa-hydroxylas               | 1 subfamilj, 1 gen                       | CYP17A1 |
| CYP19  | steroidbiosyntes: aromatas syntetiserar östrogen          | 1 subfamilj, 1 gen                       | CYP19A1 |
| CYP20  | okänd funktion                                            | 1 subfamilj, 1 gen                       | CYP20A1 |
| CYP21  | biosyntes av steroider                                    | 2 subfamiljer, 2 gener, 1 pseudogen      | CYP21A2 |
| CYP24  | nedbrytning av vitamin D                                  | 1 subfamilj, 1 gen                       | CYP24A1 |
| CYP26  | retinolhydroxylas                                         | 3 subfamiljer, 3 gener                   | CYP26A1, CYP26B1, CYP26C1 |
| CYP27  | olika                                                     | 3 subfamiljer, 3 gener                   | CYP27A1 (gallsaltbiosyntes), CYP27B1 (vitamin D3-1-alfa-hydroxylas, aktiverar vitamin D3), CYP27C1 (okänd funktion)               |
| CYP39  | 7-alfa-hydroxylering av 24-hydroxikolesterol              | 1 subfamilj, 1 gen                       | CYP39A1 |
| CYP46  | kolesterol-24-hydroxylas                                  | 1 subfamilj, 1 gen                       | CYP46A1 |
| CYP51  | kolesterolbiosyntes                                       | 1 subfamilj, 1 gen, 3 pseudogener        | CYP51A1 (lanosterol-14-alfa-demetylas)                                                                                            |